# Феноменалният Бърт Уондърстоун
„Феноменалният Бърт Уондърстоун“ (на английски: The Incredible Burt Wonderstone) е американски комедиен филм от 2013 г. на режисьора Дон Скардино, по сценарий на Джон Францис Дейли и Джонатан Голдщайн. Във филма участват Стийв Карел, Стийв Бусеми, Джим Кери, Оливия Уайлд, Алън Аркин и Джеймс Гандолфини в последната му филмова роля. Премиерата на филма е на 15 март 2013 г. и печели повече 27 млн. щ.д.